# Тараненко Василь Григорович
Васи́ль Григо́рович Таране́нко (нар. 28 березня 1914 — пом. 8 липня 1991) — командир розвідувального відділення 315-го гвардійського гірськострілецького полку 128-ї гвардійської гірськострілецької дивізії 60-ї армії, 4-го Українського фронту, гвардії старшина, повний кавалер ордена Слави.

## Біографія
Народився 28 березня 1914 року в селі Долинський (нині Новомихайлівське) Подільської губернії в селянській родині. Українець. Закінчив 3 класи початкової школи.

### Робота на Донбасі
У 1931 році за комсомольською путівкою поїхав на Донбас. Працював лісогоном, а згодом — вибійником у бригаді Микити Ізотова на шахті «Кочегарка» в місті Горлівка Донецької області.

### Служба в РСЧА
У 1938 році призваний до РСЧА. Учасник вторгнення СРСР до Польщі та буковинського походів РСЧА, радянсько-фінської війни 1940—1941 років.

### Радянсько-німецька війна
Учасник радянсько-німецької війни з 22 червня 1941 року. З важкими боями відступав від західного кордону до Північного Кавказу. Брав участь у Керченській десантній операції. Потім визволяв від фашистів Краснодар, Керч, Севастополь, воював у Карпатах.
26 жовтня 1944 року командир відділення 315-го гвардійського гірськострілецького полку 128-ї гвардійської гірськострілецької дивізії 1-ї гвардійської армії гвардії старшина В. Г. Тараненко, переслідуючи відступаючого супротивника поблизу населеного пункту Велька Поляна (південно-східніше міста Сянік, Польща), автоматним вогнем знищив кілька гітлерівців. Отримавши поранення, продовжував командувати розвідувальною групою. 29 листопада 1944 року нагороджений орденом Слави 3-го ступеня (№ 403406).
15 лютого 1945 року гвардії старшина В. Г. Тараненко зі своїми розвідниками проник у ворожий тил поблизу населеного пункту Щирк (південніше міста Бельсько-Бяла, Польща) й протягом трьох діб вів військову розвідку, своєчасно передаючи важливі відомості своєму командуванню. 8 березня 1945 року нагороджений орденом Слави 2-го ступеня (№ 22246).
2 травня 1945 року в населеному пункті Нова Бяла (поблизу міста Оломоуц, Чехія) з групою розвідників взяв у полон ворожого солдата і ще п'ятьох знищив. 8 травня на околиці Оломоуца атакував ворожі позиції, захопивши 7 автомашин, гармату з обслугою та багато полонених. 29 червня 1945 року нагороджений орденом Слави 1-го ступеня (№ 932).
Має 4 поранення, одну контузію.

### Повоєнні роки
У 1945 році демобілізований. Повернувся до Горлівки. У 1949 році, за станом здоров'я переїхав до міста Первомайськ Миколаївської області. Працював кранівником на залізниці. Удостоєний звання «Найкращий машиніст крана залізниць СРСР».
Учасник параду Перемоги 1945 року та ювілейного параду 1985 року в Москві.
Помер 8 липня 1991 року в Херсоні.

## Нагороди
- Орден Вітчизняної війни 1-го ступеня (1985);
- Орден Червоної Зірки;
- Орден Слави 1-го ступеня (29.6.1945);
- Орден Слави 2-го ступеня (8.3.1945);
- Орден Слави 3-го ступеня (29.11.1944);
- Медалі.